# Jacoba Melis
Jacoba Melis (ur. 9 sierpnia 1983 w Sprang-Capelle) – holenderska wioślarka.

## Osiągnięcia
- Mistrzostwa Świata U-23 – Amsterdam 2005 – czwórka bez sternika – 8. miejsce[1].
- Mistrzostwa Europy – Poznań 2007 – ósemka – 6. miejsce[1].